# Supercoppa francese 2023 (pallavolo maschile)
La Supercoppa francese 2023, 12ª edizione della Supercoppa nazionale di pallavolo maschile, si è svolta il 13 ottobre 2023: al torneo hanno partecipato due squadre di club francesi e la vittoria finale è andata per la quinta volta al Tours.

## Formula
La formula ha previsto una gara unica.

## Squadre partecipanti
| Squadra  | Qualificazione                                      |
| -------- | --------------------------------------------------- |
| Chaumont | Finalista play-off scudetto Ligue A 2022-23         |
| Tours    | Vincitrice Coppa di Francia 2022-23/Ligue A 2022-23 |

## Torneo
| 13 ottobre 2023 Salle Robert Grenon, Tours Durata: 2h:18 - Spettatori: 2 252 | Tours | 3 - 1 | Chaumont | 27-29, 25-19, 25-21, 25-23 |